# De tú a tú
De tú a tú va ser un programa espanyol de televisió emès per la cadena Antena 3 entre 1990 i 1993. Va estar presentat per la periodista Nieves Herrero.

## Format
L'espai, copresentado en els seus inicis per Jesús Cisneros, va començar les seves emissions sota el format de magazín matinal, emès de dilluns a divendres en horari de 9.30 a 14.00. Incloïa, com altres espais emesos en la mateixa franja horària, entrevistes, debats, actuacions musicals, notícies d'actualitat, concursos i consells per a la salut, de la mà de Bartolomé Beltrán Pons. Igualment, s'emetien sèries de televisió, com La intrusa, Hospital general i Peyton Place.
Des del 26 de febrer de 1991, l'espai va comptar amb una edició nocturna, emesa els dimarts i que es va estrenar amb una entrevista a Camilo José Cela. Un mes després, desapareixia la versió matinal diària.
La temporada 1992-1993 el programa va comptar amb la col·laboració de Jaime de Mora y Aragón, Chumy Chúmez i Alfonso Ussía en un miniespai de tertúlia, així com amb l'humor de Ángel Garó.

## El cas delcrim d'Alcàsser
El 28 de gener de 1993, el programa es va emetre en directe des de la localitat valenciana d'Alcàsser, després de l'aparició dels cadàvers de les nenes Miriam García, Antonia Gómez i Desirée Hernández, naturals d'aquesta localitat. La presentadora va entrevistar els pares de Miriam i Antonia, aconseguint una quota de pantalla del 16% –el doble de l'habitual–.
L'emissió d'aquest programa va fer córrer rius de tinta, articles d'opinió en diaris i revistes, cartes al director, i fins i tot llibres, i va obrir un debat sobre els límits de l'ètica periodística. El succés va marcar un abans i un després en la carrera de la presentadora qui, en una entrevista, va admetre que va arribar a considerar abandonar la professió periodística davant l'onada de crítiques, i anys després encara reconeixia que van ser els pitjors moments de la seva carrera.